# ایران در المپیک زمستانی ۱۹۷۲
ایران در بازی‌های المپیک زمستانی ۱۹۷۲ که در ساپوروی ژاپن برگزار می‌شد با چهار ورزشکار در دو رشته ورزشی حضور داشت.

## رشته‌ها و تعداد شرکت‌کنندگان
| رشته        | مردان | زنان | مجموع |
| ----------- | ----- | ---- | ----- |
| اسکی آلپاین | ۴     | ۰    | ۴     |
| مجموع       | ۴     | ۰    | ۴     |

## نتایج با رویداد

### اسکی

#### آلپاین
مردان
| ورزشکار           | رویداد      | دور ۱   | دور ۲   | مجموع   | رتبه‌بندی |
| ----------------- | ----------- | ------- | ------- | ------- | -------- |
| فیض الله بندعلی   | مارپیچ کوچک | ۱:۱۸.۱۴ | ۱:۱۴.۶۱ | ۲:۳۲.۷۶ | ۳۲       |
| فیض الله بندعلی   | مارپیچ بزرگ | ۱:۵۵.۷۲ | ۲:۰۸.۴۲ | ۴:۰۴.۱۴ | ۴۰       |
| فیض الله بندعلی   | اسکی سرعت   | ۲:۱۸.۱۹ | ۲:۱۸.۱۹ | ۲:۱۸.۱۹ | ۵۴       |
| قربانعلی کلهر     | مارپیچ کوچک | ۱:۱۸.۳۴ | ۱:۱۹.۱۹ | ۲:۳۷.۵۳ | ۳۳       |
| قربانعلی کلهر     | مارپیچ بزرگ | DSQ     | —       | —       | —        |
| قربانعلی کلهر     | اسکی سرعت   | ۲:۲۰.۹۸ | ۲:۲۰.۹۸ | ۲:۲۰.۹۸ | ۵۵       |
| لطف الله کیاشمشکی | مارپیچ کوچک |         | DNF     | —       | —        |
| لطف الله کیاشمشکی | مارپیچ بزرگ | ۲:۰۷.۲۶ | ۱:۵۸.۹۵ | ۴:۰۶.۲۱ | ۴۳       |
| لطف الله کیاشمشکی | اسکی سرعت   | ۲:۱۶.۱۴ | ۲:۱۶.۱۴ | ۲:۱۶.۱۴ | ۵۳       |
| علی ساوه شمشکی    | مارپیچ کوچک |         | DSQ     | —       | —        |
| علی ساوه شمشکی    | مارپیچ بزرگ | ۲:۰۸.۰۵ | ۱:۵۸.۸۳ | ۴:۰۶.۸۸ | ۴۴       |
| علی ساوه شمشکی    | اسکی سرعت   | ۲:۱۱.۲۹ | ۲:۱۱.۲۹ | ۲:۱۱.۲۹ | ۵۲       |